# Ermengol X d'Urgell
Ermengol X d'Urgell, per conjunció Ermengol de Cabrera i Urgell (ca. 1254 — Camporrells, Llitera, 1314) fou comte d'Urgell (1268-1314) i vescomte d'Àger (1267-1268 i 1299-1314).
Fill d'Àlvar I d'Urgell i de la seva segona muller, Cecília de Foix, heretà el comtat a l'edat de catorze anys. Aleshores, cedí el vescomtat d'Àger al seu germà Àlvar II, però aquest morí sense descendència el 1299 i el títol li fou retornat.
Sota la tutela dels Foix, participà en una coalició contra Pere II el Gran. Aquesta coalició fou reprimida i derrotada al setge de Balaguer, però pel conveni d'Agramunt del 1278, el rei restituí a Ermengol el comtat d'Urgell i vescomtat d'Àger. Així, a partir d'aquell moment, el comte d'Urgell va esdevenir un company inseparable del comte rei català, i viatjà amb ell fins a Sicília i Bordeus.
A la mort de Pere el Gran, esdevingué també fidel company d'Alfons II el Franc, així com de Jaume II el Just, i arribà a participar en la conquesta de Menorca el 1287.
El 1303, va ampliar el monestir de Santa Maria de Bellpuig de les Avellanes que havia estat triat com a panteó dels comtes d'Urgell pel seu antecessor Ermengol VII en el seu testament, el 1177. Amb la reforma, l'església romànica es converteix en gòtica amb una estructura similar a l'actual.
Es casà amb Sibil·la de Montcada, filla d'en Pere I de Montcada i de na Sibil·la d'Abarca. Sibil·la era filla del senescal Pere, i germana de Constança de Montcada, que s'havia casat amb el comte Àlvar d'Urgell. En 1300 es casà amb Faidida, filla de Jordà V de l'Illa Jordan, vescomte de Gimoès, a qui no donà descendència.
Abans de morir sense descendents, deixà hereu el segon fill del rei Jaume II, Alfons, amb la condició que es casés amb la seva besneboda Teresa d'Entença, hereva legítima del comtat. Amb la seva mort, s'acaba la casa de Cabrera.
Està enterrat a Bellpuig de les Avellanes, tot i que en un sepulcre modern, ja que l'original fou venut després de la desamortització al museu The Cloisters de Nova York. L'anàlisi dels ossos que es va fer el 2025 indica que va patir una malaltia pulmonar, que podria ser tuberculosi.